# Litsea akoensis
Litsea akoensis Hayata – gatunek rośliny z rodziny wawrzynowatych (Lauraceae Juss.). Występuje naturalnie na wyspie Tajwan. 

## Morfologia
PokrójZimozielone drzewo. Młode pędy są bardzo owłosione.
LiścieNaprzemianległe. Mają kształt od podłużnie owalnego do lancetowatego lub eliptycznego. Mierzą 5–15 cm długości oraz 2–4 cm szerokości. Są nagie. Nasada liścia jest klinowa. Blaszka liściowa jest o tępym wierzchołku. Ogonek liściowy jest omszony i dorasta do 10–15 mm długości.
KwiatySą niepozorne, jednopłciowe, zebrane po 4–5 w baldachy, rozwijają się w kątach pędów. Okwiat jest zbudowany z 5–8 listków o owalnym kształcie. Kwiaty męskie mają 9–16 pręcików.
OwoceMają podłużny kształt, o tępym wierzchołku, osiągają 10 mm długości i 6 mm szerokości.

## Biologia i ekologia
Roślina dwupienna. Rośnie w wiecznie zielonych lasach. Występuje na wysokości do 500 m n.p.m. Kwitnie od sierpnia do grudnia, natomiast owocuje permanentnie (przez cały rok). 

## Zmienność
W obrębie tego gatunku wyróżniono jedną odmianę:
- Litsea akoensis var. sasakii (Kamik.) J.C. Liao